# Kelsey Asbille
Kelsey Asbille Chow (Columbia, Carolina del Sur; 9 de septiembre de 1991) es una actriz estadounidense, más conocida por su papel de Mikayla en la comedia de Disney XD, Pair of Kings. De 2005 a 2009, tuvo un papel recurrente como Gigi Silveri en el drama One Tree Hill.

## Vida y carrera
Es de ascendencia china por parte de padre y estadounidense (europea) por parte de madre y tiene dos hermanos: un hermano dos años menor y una hermana ocho años menor. Asistió a la Universidad de Columbia en Nueva York pero cuando fue elegida en Pair of Kings tomó un permiso de ausencia.
Después de adquirir experiencia en el teatro de la comunidad, obtuvo su primer papel de televisión en 2005, cuando interpretó el papel recurrente de Gigi Silveri en One Tree Hill, donde apareció hasta 2009. En 2010 coprotagonizó la película original de Disney Channel, Den Brother, también desde ese mismo año interpretó a Mikayla en la serie original de Disney XD, Pair of Kings. También interpretó el papel de Tracy Stewart en la quinta temporada de la serie de MTV Teen Wolf.
En 2012 interpretó al personaje de Sally Avrill en la cinta The Amazing Spider-Man protagonizada por Andrew Garfield. Sería descartada de la secuela y eventualmente al reiniciarla la franquicia en el Universo cinematográfico de Marvel el personaje de Sally Avrill sería retomado por la actriz Isabella Amara en Spider-Man: Homecoming y Avengers: Infinity War.
En 2013 protagonizó el video musical «Sleepwalker» junto a la compositora y cantante Bonnie McKee.
En 2015 participó en el videoclip de Hayley Kiyoko «Girls Like Girls».
Hizo un cameo en la temporada 5 de Teen Wolf como Tracy Stewart.
En la película Wind River y en la serie Yellowstone, encarnó a personajes nativos americanos.

## Filmografía

### Películas
| Año  | Título                 | Personaje        |
| ---- | ---------------------- | ---------------- |
| 2009 | My Sweet Misery        | Novia del pasado |
| 2010 | Den Brother            | Matisse Burrows  |
| 2012 | The Amazing Spider-Man | Sally Avril      |
| 2013 | The Wine of Summer     | Brit             |
| 2013 | Run                    | Emily Baltimore  |
| 2015 | Full of Grace          | Zara             |
| 2017 | Wind River             | Natalie Hanson   |
| 2024 | No te muevas           | Iris             |

### Series de televisión
| Año         | Título                            | Personaje       | Notas             |
| ----------- | --------------------------------- | --------------- | ----------------- |
| 2005 - 2009 | One Tree Hill                     | Gigi Silveri    | 18 episodios      |
| 2008        | The Suite Life of Zack & Cody     | Dakota          | 1 episodio        |
| 2010 - 2013 | Par de Reyes                      | Mikayla Makoola | 67 episodios      |
| 2014        | Baby Daddy                        | Stephanie       | 1 episodio        |
| 2015 – 2016 | Teen Wolf                         | Tracy Stewart   | Elenco recurrente |
| 2018 – 2024 | Yellowstone (serie de televisión) | Monica Dutton   | Elenco recurrente |